# Laška vas
Laška vas – wieś w Słowenii, w gminie Laško. W 2018 roku liczyła 64 mieszkańców.